# Inno alla musica
Inno alla musica è un album in studio di Dodi Battaglia, pubblicato il 14 maggio 2021.

## Descrizione
Si tratta del primo disco d'inediti pubblicato da quando ha intrapreso il suo nuovo percorso solista, la cui tracklist è composta da 10 brani cantati + 3 strumentali, uno dei quali è un riarrangiamento e una reinterpretazione della canzone Primavera a New York, già presente nell'album D'assolo, + 1 bonus track.
L'album è stato anticipato dai singoli One sky, scritto e suonato in coppia con il chitarrista Al Di Meola, Il coraggio di vincere, Una storia al presente, dedicato alla memoria dell'amico e collega Stefano D'Orazio, e Resistere.

## Tracce
1. Il coraggio di vincere (Battaglia - Peduzzi)
2. Resistere (Battaglia - Paviani)
3. Un film da festival (Battaglia - Peduzzi)
4. I love you disperato (Battaglia - Casini)
5. Quasi un miracolo (Battaglia - Paviani)
6. Una storia al presente (Battaglia - Peduzzi)
7. Maledetto il destino (Battaglia - Casini)
8. Lisbona (Battaglia - Peduzzi)
9. Festa (Battaglia - Paviani)
10. Inno alla musica (Battaglia - Peduzzi)
11. One sky (feat. Al Di Meola) (Battaglia - Castro)
12. Sincerity (Battaglia - Balena)
13. Primavera a New York (Battaglia)
14. Fire (feat. Alexandra Greene) (Battaglia)

## Classifiche
| Classifica (2021) | Posizione massima |
| ----------------- | ----------------- |
| Italia            | 93                |